# Гробница Конмин-вана
Гробни́ца Конмина (кор. 공민왕릉?, 恭愍王陵?) — погребальный комплекс, построенный в XIV веке на месте захоронения Конмина (1352—1374) — 31-го вана государства Корё и его жены. Включен в список Всемирного наследия ЮНЕСКО вместе с ещё 11 историческими местами династии Корё, а также в список Национальных Сокровищ КНДР под (№ 123). Памятник хорошо сохранился до наших дней и состоит из двух курганов на гранитных основаниях, окружённых каменными изваяниями людей и зверей.
Расположен в уезде Кэпхун провинции Хванхэ-Пукто КНДР в 14 километрах от города Кэсон (бывшая столица государства Корё).

## История

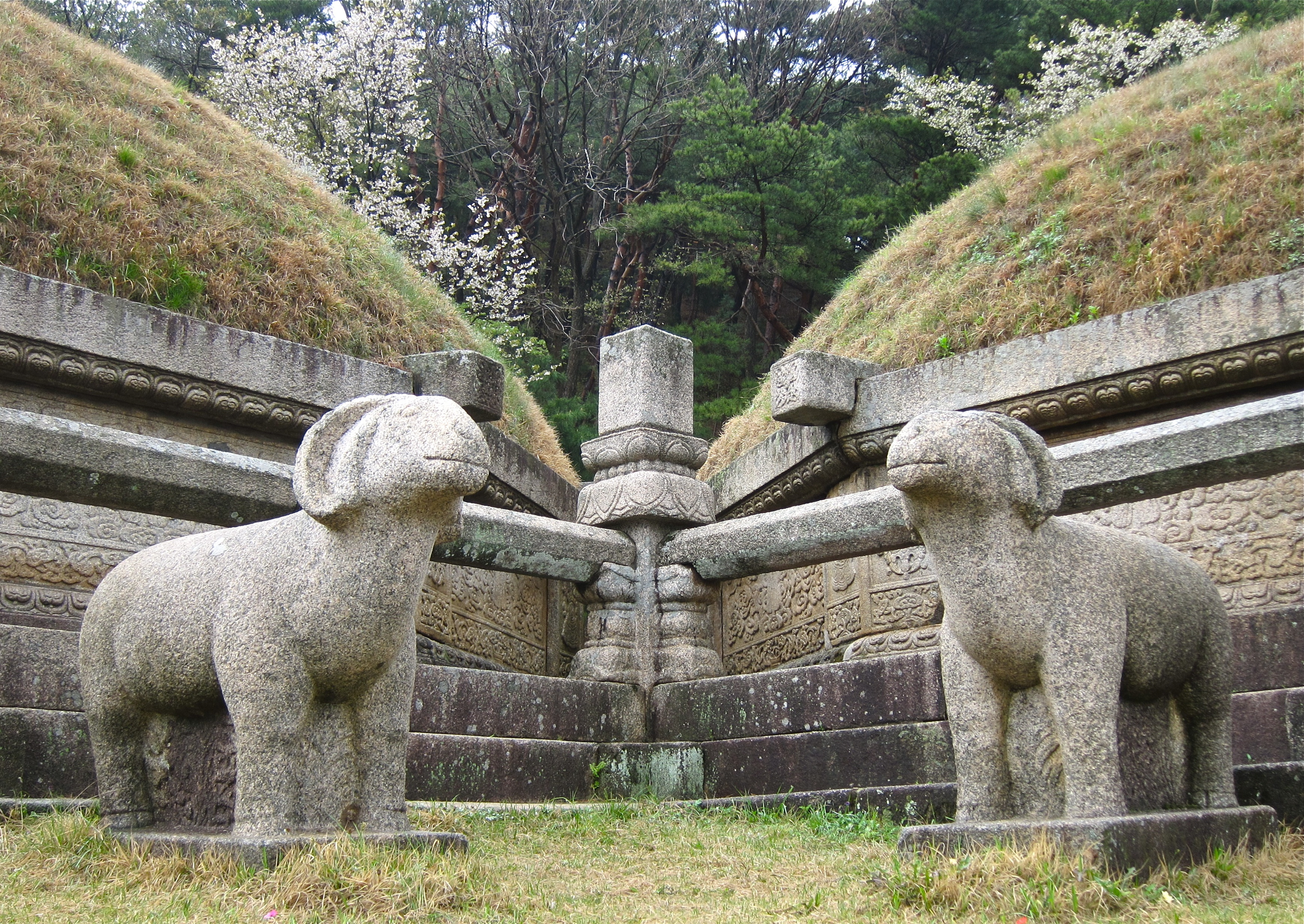

Конмин начал сооружение своих погребальных курганов после смерти первой жены — монгольской принцессы Ногук, в 1365 году. Закончено строительство было в 1372 году. Через два года здесь был погребён и сам 31-й государь Корё.
Существует легенда, согласно которой Конмин долго и тщательно подбирал место для гробниц, руководствуясь принципами фэншуй. Однако приглашённые геоманты никак не могли угодить ему. Наконец, он велел казнить следующего геоманта, если указанное им место не понравится. В противном случае предсказатель мог просить чего пожелает. Следующим пришёл юноша, который посоветовал посмотреть место в стороне от столицы (города Кэсона). Когда ван со свитой прибыли на указанное место, Конмин приказал страже убить геоманта, если он взмахнёт платком, а сам стал подниматься на холм. Дойдя до вершины, Конмин был восхищён увиденным.

## Устройство захоронения

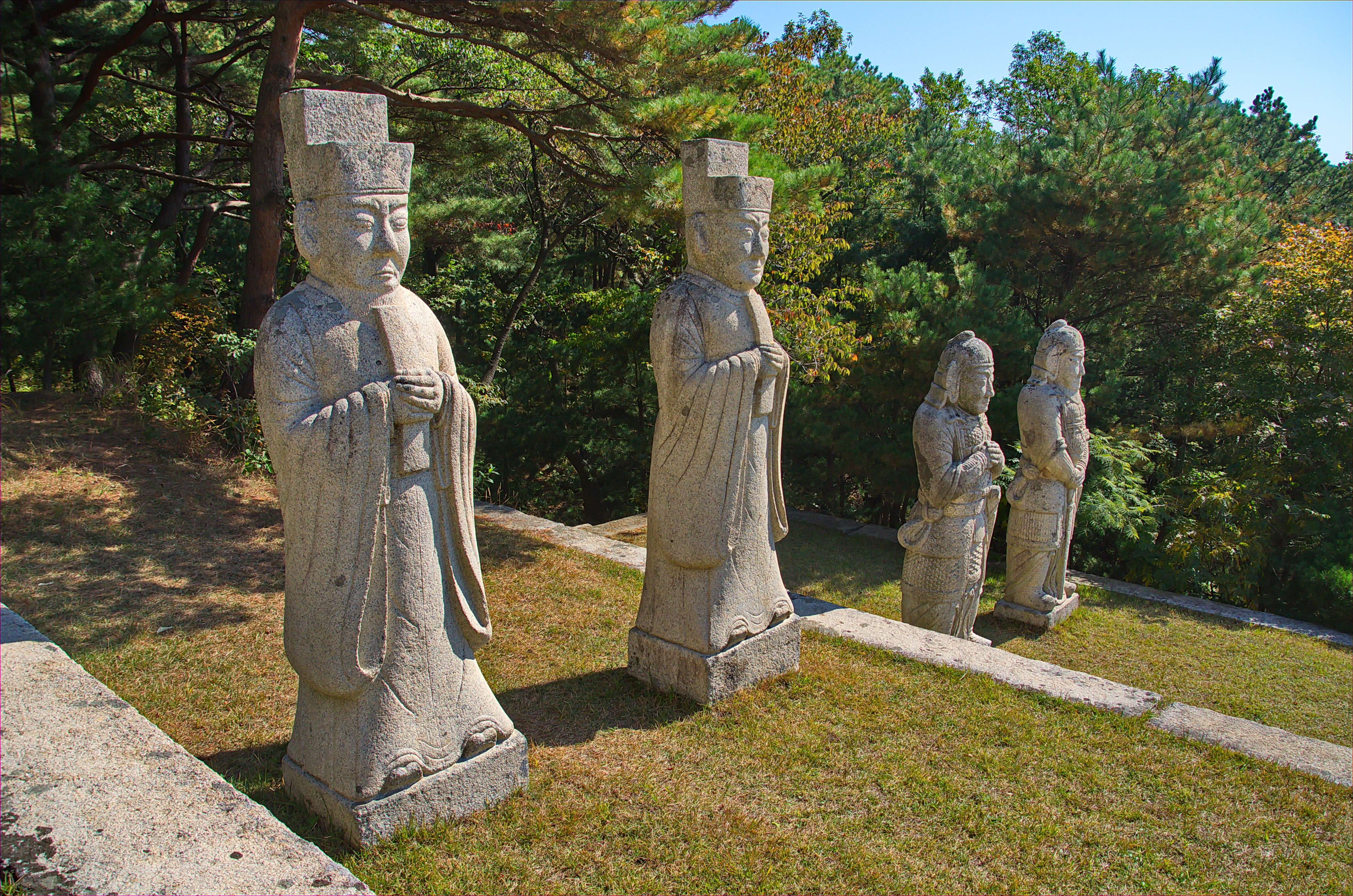

Оба склепа расположены на вершине холма. В правой погребена Ногук, в левой — Конмин. Основания насыпных курганов сделаны из гранитных блоков, украшенных резьбой. Могилы окружены каменными овцами и тиграми, олицетворяющими кротость и свирепость. Внутри каждого холма имеется внутренняя камера, стены камер покрыты фресками. По сторонам лестницы, ведущей к могилам, на самом верху стоят трёхметровые статуи воинов и чиновников. Их по четыре с каждой стороны: молодой и старый воины и молодой и старый чиновники. Ближе к могилам стоят статуи пожилых чиновников: считалось, что именно опытные советники должны помогать государю. Но пожилые воины помещены дальше от могил, поскольку считалось, что «умудрённые во многих боях ветераны смогут лучше уберечь границы страны».
Могилы были взорваны и разграблены в начале XX века, когда Корея находилась под властью Японии. Считается, что большинство содержащихся там артефактов попали в Японию, хотя гроб с мощами Конмина выставлен в музее Корё в Кэсоне.